# Bijelske Kruševice
Bijelske Kruševice (en serbe cyrillique : Бијелске Крушевице) est un village du sud-ouest du Monténégro, dans la municipalité de Herceg Novi.

## Démographie

### Évolution historique de la population
| 1948 | 1953 | 1961 | 1971 | 1981 | 1991 | 2003 |
| ---- | ---- | ---- | ---- | ---- | ---- | ---- |
| 191  | 195  | 182  | 153  | 75   | 33   | 25   |